# Phil Hogan
Pour les articles homonymes, voir Hogan.
Phil Hogan, né le 4 juillet 1960 à Kilkenny, est un homme politique irlandais, Commissaire européen au Commerce du 1er décembre 2019 au 26 août 2020, où il démissionne pour avoir enfreint les règles sanitaires sur la Covid-19. 
Surnommé « Big Phil », il appartient au parti conservateur Irlandais Fine Gael. De 2011 à 2014, il est ministre de l'Environnement, des Communautés et des Affaires locales puis commissaire européen à l'Agriculture et au Développement rural de 2014 à 2019.
Il est recruté en 2021 par le cabinet juridique américain DLA Piper en tant que « conseiller politique et stratégique », ce qui fait l'objet de critiques.